# Джеймс Ремар
Джеймс Ремар (англ. James Remar; нар. 31 грудня 1953, Бостон, Массачусетс, США) — американський актор.

## Біографія
Вільям Джеймс Ремар народився 31 грудня 1953 року в Бостоні, штат Массачусетс. Джеймс успішно закінчив театральну майстерню Стенфорда Мейнсера в Нью-Йорку. У кіно актор дебютував у ролі вуличного волоцюги у фільмі «У дворі» (1978) і привернув до себе увагу невеликою роллю панка Аякса у фільмі «Воїни» (1979). У тому ж 1979 році Джеймс Ремар у дебютній ролі на сцені здобув успіх у дуеті з Річардом Гіром. У 1980-х роках актор багато знімався, головним чином йому діставалися ролі злодіїв. Джеймс зіграв у бойовику Волтера Гілла «48 годин» (1982), в гангстерській стрічці Копполи «Клуб «Коттон»» (1984), неандертальця в картині «Клан печерного ведмедя» (1986) та інших. У середині 1990-х років Джеймс Ремар поступово відходить від ролей негативних героїв та грає ролі військових і поліціянтів. З 2006 року він знімається в серіалі «Декстер» в ролі названого батька головного героя. За роль у цьому серіалі у 2007 році Ремар був номінований на премію «Saturn Award» в категорії «найкраща роль другого плану в телевізійній програмі».

## Фільмографія
| Рік       |    | Українська назва                               | Оригінальна назва                              | Роль                         |
| --------- | -- | ---------------------------------------------- | ---------------------------------------------- | ---------------------------- |
| 1978      | ф  | На дворі                                       | On the Yard                                    | Ларсон                       |
| 1979      | ф  | Воїни                                          | The Warriors                                   | Аякс                         |
| 1979      | ф  | Світла отрута                                  | Blond Poison                                   |                              |
| 1980      | ф  | Розшукуючий                                    | Cruising                                       | Грегорі                      |
| 1980      | ф  | Ті, що скачуть здалеку                         | The Long Riders                                | Сем Старр                    |
| 1980      | ф  | Крокуючий за вітром                            | Windwalker                                     | Крокуючий за вітром          |
| 1981      | с  | Блюз Гілл Стріт                                | Hill Street Blues                              | Купер                        |
| 1982      | ф  | Партнери                                       | Partners                                       | Едвард К. Пітерсен           |
| 1982      | ф  | 48 годин                                       | 48 Hrs.                                        | Альберт Ганц                 |
| 1984      | ф  | Клуб «Коттон»                                  | The Cotton Club                                | «Голландець» Шульц           |
| 1984      | тф | Містичний воїн                                 | The Mystic Warrior                             | Песла                        |
| 1985      | с  | Поліція Маямі                                  | Miami Vice                                     | Роббі Канн                   |
| 1986      | ф  | Клан Печерного Ведмедя                         | The Clan of the Cave Bear                      | Креб                         |
| 1986      | ф  | Згуртовані                                     | Band of the Hand                               | Нестор                       |
| 1986      | ф  | Тиха прохолода                                 | Quiet Cool                                     | Джо Ділейн                   |
| 1987      | с  | Зрівнювач                                      | The Equalizer                                  | Тремейн                      |
| 1987      | с  | Автостопщик                                    | The Hitchhiker                                 | Рон                          |
| 1987      | с  | Кримінальна історія                            | Crime Story                                    | Джек                         |
| 1987      | ф  | Поліцейський за наймом                         | Rent-a-Cop                                     | Танцюрист                    |
| 1989      | ф  | Команда мрії                                   | The Dream Team                                 | Джінеллі                     |
| 1989      | ф  | Дві жінки                                      | Zwei Frauen                                    | Чарлі                        |
| 1989      | ф  | Аптечний ковбой                                | Drugstore Cowboy                               | Джентрі                      |
| 1989      | тф | Відчайдушний: Війна ізгоїв                     | Desperado: The Outlaw Wars                     | Джон Сайкс                   |
| 1990      | тф | Коджак: Не такий сліпий                        | Kojak: None So Blind                           | Wolfgang Reiger              |
| 1990      | тф | Нічні бачення                                  | Night Visions                                  | сержант Томас Маккей         |
| 1990      | в  | Смертельна чарівність                          | Fatal Charm                                    | Луїс                         |
| 1991      | кф |                                                | Session Man                                    | Макквін                      |
| 1990      | ф  | Казки з темного боку: Фільм                    | Tales from the Darkside: The Movie             | Престон                      |
| 1991      | ф  | Біле Ікло                                      | White Fang                                     | Б'юті Сміт                   |
| 1991      | ф  | Смертельні узи                                 | Wedlock                                        | Сем                          |
| 1991      | с  | Байки зі склепу                                | Tales from the Crypt                           | Ред Баклі                    |
| 1991      | тф | Братство зброї                                 | Brotherhood of the Gun                         | Френк Вейр                   |
| 1992      | тф | Незнайомці                                     | Strangers                                      | Бернард                      |
| 1992      | тф | Непристойність                                 | Indecency                                      | Майк Кларксон                |
| 1992      | ф  | Тигриця                                        | Die Tigerin                                    | Андрій                       |
| 1993      | ф  | Фатальний інстинкт                             | Fatal Instinct                                 | Макс Шаді                    |
| 1993      | ф  | Мить ока                                       | Blink                                          | Томас Ріджлі                 |
| 1994      | ф  | Зізнання найманого вбивці                      | Confessions of a Hitman                        | Бруно Серрано                |
| 1994      | ф  | Людина епохи Відродження                       | Renaissance Man                                | капітан Том Мердок           |
| 1994      | ф  | Чудо на 34-й вулиці                            | Miracle on 34th Street                         | Джек Дафф                    |
| 1995      | ф  | Хірург                                         | Exquisite Tenderness                           | доктор Венджамін Гендрікс    |
| 1995      | ф  | Хлопці побоку                                  | Boys on the Side                               | Алекс                        |
| 1995      | ф  | По той бік Місяця                              | Across the Moon                                | Гримуча змія Джим            |
| 1995      | ф  | Суддя Дредд                                    | Judge Dredd                                    | бандит                       |
| 1995      | ф  | Дикий Білл                                     | Wild Bill                                      | Донні Лоніган                |
| 1996      | ф  | Крутий поворот                                 | One Good Turn                                  | Саймон                       |
| 1996      | ф  | У пошуках пригод                               | The Quest                                      | Максі Девайн                 |
| 1996      | ф  | Фантом                                         | The Phantom                                    | Квілл                        |
| 1996      | ф  | Робо-воїни                                     | Robo Warriors                                  | Рей Гібсон                   |
| 1996      | тф | Катті Вітмен                                   | Cutty Whitman                                  | Катті Вітмен                 |
| 1997      | с  | Абсолютна безпека                              | Total Security                                 | Френк Сіско                  |
| 1997      | ф  | Смертельна битва: Знищення                     | Mortal Kombat: Annihilation                    | Лорд Рейден                  |
| 1998      | ф  | Психо                                          | Psycho                                         | патрульний                   |
| 1998      | тф | Пекло                                          | Inferno                                        | доктор Колман Вест           |
| 1999      | тф | Команда «Ангели»                               | D.R.E.A.M. Team                                | Шон Мерфі                    |
| 1999      | с  | Вокер, техаський рейнджер                      | Walker, Texas Ranger                           | Кейт Болт                    |
| 1999      | ф  | Народжений поганим                             | Born Bad                                       | шериф Ларабі                 |
| 1999      | ф  | Сімейні таємниці                               | Rites of Passage                               | Френк Деббо                  |
| 2000      | ф  | Помста з минулого                              | Blowback                                       | Джон Меттью Вітман / Шмідт   |
| 2000      | ф  | Що приховує брехня                             | What Lies Beneath                              | Воррен                       |
| 2000      | ф  |                                                | Double Frame                                   | детектив Тім Фоллетт         |
| 2000      | тф | База 2                                         | Guilty as Charged                              | підполковник Сросс           |
| 2000      | в  | Повсталий з пекла 5: Пекло                     | Hellraiser: Inferno                            | доктор Пол Грегорі           |
| 2000      | с  | 18 коліс правосуддя                            | 18 Wheels of Justice                           | Габріель / Мітч Девіс        |
| 2000—2001 | с  | Жінка-мисливець                                | The Huntress                                   | Тіні Беллоус                 |
| 2001—2004 | с  | Секс і Місто                                   | Sex and the City                               | Річард Врайт                 |
| 2001      | с  | Детектив Неш Бріджес                           | Nash Bridges                                   | Марк Лі Пейдж                |
| 2001      | с  | Сьоме небо                                     | 7th Heaven                                     | Джеймс Карвер                |
| 2001      | с  | Сильні ліки                                    | Strong Medicine                                | Guy Falls                    |
| 2001      | с  | Цілком таємно                                  | The X Files                                    | Джозеф Кобольд               |
| 2001—2006 | мс | Ліга Справедливості                            | Justice League                                 | різні ролі                   |
| 2001      | ф  | Опікун                                         | Guardian                                       | детектив Карпентер           |
| 2001      | ф  | Вмираючи на межі                               | Dying on the Edge                              | Джекі Джеймс                 |
| 2002      | с  | Зона сутінків                                  | The Twilight Zone                              | Алоїс Гітлер                 |
| 2002      | с  | Третя зміна                                    | Third Watch                                    | детектив Маджанські          |
| 2003      | с  | Миротворці                                     | Peacemakers                                    | Коул Гоукінс                 |
| 2003      | с  | Без сліду                                      | Without a Trace                                | Лукас Воланд                 |
| 2003      | ф  | Геть Джонсів                                   | Down with the Joneses                          | Вік                          |
| 2003      | ф  | Страх «Ікс»                                    | Fear X                                         | Пітер                        |
| 2003      | ф  | Зрада                                          | Betrayal                                       | Алекс Тайлер                 |
| 2003      | ф  | Подвійний форсаж                               | 2 Fast 2 Furious                               | агент Маркхем                |
| 2003      | ф  | Дюплекс                                        | Duplex                                         | Чік                          |
| 2004      | ф  | Сусідка                                        | The Girl Next Door                             | Уго Пош                      |
| 2004      | ф  | Блейд: Трійця                                  | Blade: Trinity                                 | Рей Камберленд               |
| 2004      | тф | Клуб виживших                                  | The Survivors Club                             | Роан Гріффін                 |
| 2004      | тф | Айк: зворотний відлік                          | Ike: Countdown to D-Day                        | генерал Омар Бредлі          |
| 2004      | тф | Розплавлення                                   | Meltdown                                       | полковник Боггс              |
| 2004      | тф | Сітка                                          | The Grid                                       | Гадсон БенойтН               |
| 2004—2005 | с  | Північний берег                                | North Shore                                    | Вінсент Колвіль              |
| 2005      | с  | Зоряний крейсер «Галактика»                    | Battlestar Galactica                           | Мейер                        |
| 2005      | вг | The Warriors                                   | The Warriors                                   | Аякс                         |
| 2006      | с  | Місце злочину: Маямі                           | CSI: Miami                                     | Капітан Квентін Тейлор       |
| 2006—2007 | с  | Єрихон                                         | Jericho                                        | Іона Прауз                   |
| 2006—2013 | с  | Декстер                                        | Dexter                                         | Гаррі Морган                 |
| 2006—2008 | мс | Бетмен                                         | The Batman                                     | Чорна маска                  |
| 2006      | тф | Злодій                                         | Thief                                          | агент Паттерсон              |
| 2007      | тф | Останнє завдання                               | Sharpshooter                                   | Діллон                       |
| 2007      | мф | Рататуй                                        | Ratatouille                                    | Ларосс                       |
| 2008      | с  |                                                | Eli Stone                                      | Сталінські                   |
| 2008      | ф  | Ананасовий експрес                             | Pineapple Express                              | Генерал Бретт                |
| 2009      | ф  | Ненароджений                                   | The Unborn                                     | Гордон Белдон                |
| 2009      | ф  | 2B (фільм)                                     | 2B                                             | Том Мортлейк                 |
| 2009      | ф  | Нескінченний ледар                             | Endless Bummer                                 | Сем Крамер                   |
| 2009      | тф | Різдвяна надія                                 | The Christmas Hope                             | Марк Аддісон                 |
| 2009      | мс | Нові пригоди Людини-павука                     | The Spectacular Spider-Man                     | Волтер Гарді / Кіт грабіжник |
| 2009—2010 | мс | Бетмен: Відважний і сміливий                   | Batman: The Brave and the Bold                 | Дволикий                     |
| 2009      | с  | Загін «Антитерор»                              | The Unit                                       | Ріс                          |
| 2009      | с  | Криміналісти: мислити як злочинець             | Criminal Minds                                 | Том Бентон                   |
| 2010      | с  | 4исла                                          | Numb3rs                                        | Рендалл Священик             |
| 2010      | с  | Проблиски майбутнього                          | FlashForward                                   | Джеймс Ермайн                |
| 2009—2010 | с  | Бен 10: Інопланетна сила                       | Ben 10: Alien Force                            | Вілгакс                      |
| 2010      | с  |                                                | The Vampire Diaries                            | Джузеппе Сальваторе          |
| 2010      | с  | Приватна практика                              | Private Practice                               | Гіббі                        |
| 2010      | ф  | Ствол                                          | Gun                                            | детектив Роджерс             |
| 2010      | ф  | Ред                                            | Red                                            | Гебріел Лоб                  |
| 2010      | вг | Batman: The Brave and the Bold — The Videogame | Batman: The Brave and the Bold — The Videogame | Дволикий                     |
| 2011      | вг | Killzone 3                                     | Killzone 3                                     | капітан Джейсон Нервіль      |
| 2011      | с  | Жива мішень                                    | Human Target                                   | Коул                         |
| 2011      | с  | Гаваї 5.0                                      | Hawaii Five-0                                  | Елліот Коннор                |
| 2011      | мс | Молода Справедливість                          | Young Justice                                  | різні ролі                   |
| 2011      | мс | Цуценята з притулку № 17                       | Pound Puppies                                  | Сарж                         |
| 2011—2012 | мс | Бен 10: Інопланетна надсила                    | Ben 10: Ultimate Alien                         | Вілгекс                      |
| 2011      | в  | Арена                                          | Arena                                          | агент Маккарті               |
| 2011      | ф  |                                                | The FP                                         | оповідач                     |
| 2011      | ф  | Люди Ікс: Перший клас                          | X-Men: First Class                             | американський генерал        |
| 2011      | ф  | Трансформери: Темний бік Місяця                | Transformers: Dark of the Moon                 | Сайдсвайп                    |
| 2011      | ф  | Підстава                                       | Setup                                          | Вільям Лонг                  |
| 2011      | ф  | Усі супергерої повинні загинути                | All Superheroes Must Die                       | Рікшоу                       |
| 2011      | ф  | Трансформери: Тривимірна поїздка               | Transformers: The Ride - 3D                    | Сайдсвайп                    |
| 2012      | ф  | Джанґо вільний                                 | Django Unchained                               | Батч Пуч / Ейс Спек          |
| 2013      | ф  | Роги                                           | Horns                                          | Деррік Перріш                |
| 2013      | ф  | Пляжна вечірка                                 | National Lampoon Presents: Surf Party          | Сем Крамер                   |
| 2013      | тф | Гетфілди і Маккої                              | Hatfields & McCoys                             | Джо Гетфілд                  |
| 2013      | с  | Телеведучі                                     | Newsreaders                                    | диктор                       |
| 2013—2014 | с  | Анатомія Грей                                  | Grey's Anatomy                                 | Джиммі Еванс                 |
| 2013—2014 | мс | Бережіться Бетмена                             | Beware the Batman                              | Срібна Мавпа / містер Різ    |
| 2013—2014 | мс | Аватар: Легенда про Кору                       | The Legend of Korra                            | Тонрак                       |
| 2013—2014 | с  | Вілфред                                        | Wilfred                                        | Генрі                        |
| 2014      | с  | Від заходу до світанку                         | From Dusk Till Dawn                            | Геко Батько                  |
| 2014      | с  | Франклін та Беш                                | Franklin & Bash                                | Кліфф                        |
| 2014      | с  | Стан справ                                     | State of Affairs                               | Сайд                         |
| 2014      | вг | Destiny                                        | Destiny                                        | Виконавець Хідео             |
| 2014      | ф  | Переслідуваний                                 | Persecuted                                     | Джон Лютер                   |
| 2014      | ф  | Едем                                           | Eden                                           | тренер Дефо                  |
| 2014      | ф  |                                                | Lap Dance                                      | Патрік Мур                   |
| 2015      | ф  |                                                | Unnatural                                      | Мартін Накос                 |
| 2015      | ф  |                                                | Papa                                           | Санто Траффіканте            |
| 2016      | ф  |                                                | Decommissioned                                 | Девід Маріно                 |
| 2016      | ф  |                                                | The Dog Lover                                  | Daniel Holloway              |
| 2016      | с  | Хроніки Шаннари                                | The Shannara Chronicles                        | Сефело                       |
| 2016      | ф  |                                                | The Dog Lover                                  | Daniel Holloway              |
| 2016      | ф  | Крейсер Індіанаполіс                           |                                                | Admiral Parnell              |
| 2016      | с  |                                                | Motive                                         | Тренд Макаллістер            |
| 2016      | мс | Американський тато!                            |                                                | Чарльз Ліндберг мол. (голос) |
| 2016—2017 | с  |                                                | Code Black                                     | генерал Гатч Гатчинсон       |
| 2017      | ф  |                                                | The Night Watchmen                             | Рендел                       |
| 2017      | тф |                                                | Can't Buy My Love                              | Рекс                         |
| 2017      | с  | Ґотем                                          | Gotham                                         | Френк Гордон                 |
| 2017      | тф |                                                | The Saint                                      | Arnold Valecross             |
| 2017      | ф  |                                                | Feed                                           | Том                          |
| 2017      | вг | Destiny 2                                      | Destiny 2                                      | Виконавець Хідео             |
| 2017—2018 | с  |                                                | The Path                                       | Кодьяк                       |
| 2017—2018 | с  | Морська поліція: Лос-Анджелес                  | NCIS: Los Angeles                              | адмірал Стерлінг Бріджес     |
| 2018      | ф  |                                                | Speed Kills                                    | Meyer Lansky                 |
| 2018      | ф  |                                                | All You Ever Wished For                        | Gordon Hutton                |
| 2018—2021 | с  | Чорна блискавка                                | Black Lightning                                | Пітер Гембі                  |
| 2018—2023 | с  | Приватний детектив Магнум                      | Magnum P.I.                                    | Капітан Бак Грін             |
| 2019      | с  | За законами вовків                             | Animal Kingdom                                 | Детектив Андре               |
| 2019—2019 | с  | Місто на пагорбі                               | City on a Hill                                 | Річі Райан                   |
| 2020      | ф  |                                                | Dead Reckoning                                 | Агент Річард Кантрелл        |
| 2023      | ф  | Оппенгеймер                                    | Oppenheimer                                    | Генрі Льюїс Стімсон          |
| 2024      | мф | Трансформери: Початок                          | Transformers One                               | Зета Прайм                   |
| 2024      | ф  | Мегалополіс                                    | Megalopolis                                    | Чарльз Котоп                 |